# Coelotanypus olmecus
Coelotanypus olmecus är en tvåvingeart som beskrevs av Roback 1965. Coelotanypus olmecus ingår i släktet Coelotanypus och familjen fjädermyggor. Inga underarter finns listade i Catalogue of Life.